# Liste der Bahnhöfe in den Niederlanden
In den Niederlanden gibt es derzeit 401 Personenbahnhöfe.

## A
- Aalten (Atn)
- Abcoude (Ac)
- Akkrum (Akm)
- Alkmaar (Amr)
- Alkmaar Noord (Amrn)
- Almelo (Aml)
- Almelo De Riet (Amri)
- Almere Buiten (Almb)
- Almere Centrum (Alm)
- Almere Muziekwijk (Almm)
- Almere Oostvaarders (Almo)
- Almere Parkwijk (Almp)
- Almere Poort (Ampo)
- Alphen aan den Rijn (Apn)
- Amersfoort Centraal (Amf)
- Amersfoort Schothorst (Amfs)
- Amersfoort Vathorst (Avat)
- Amsterdam Amstel (Asa)

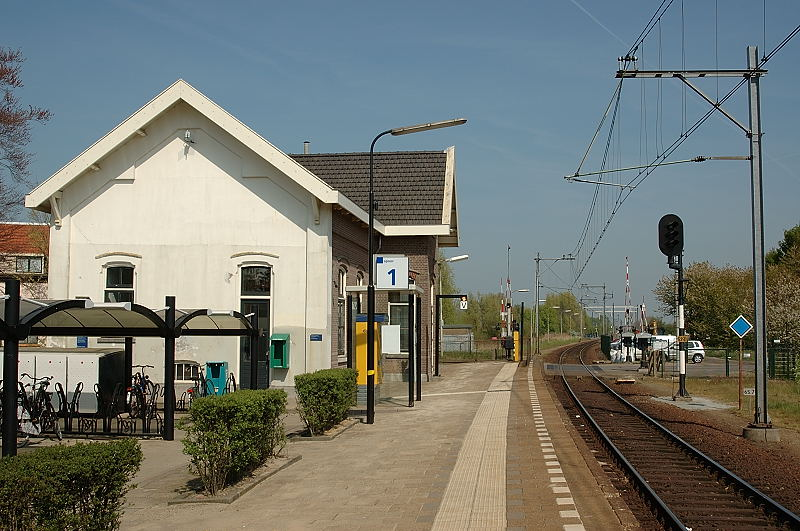
Bahnhof Arkel

- Amsterdam ArenA (nur bei Fußballspielen) (Asdar)
- Amsterdam Bijlmer Arena (Asb)
- Amsterdam Centraal (Asd)
- Amsterdam Holendrecht (Ashd)
- Amsterdam Lelylaan (Asdl)
- Amsterdam Muiderpoort (Asdm)
- Amsterdam RAI (Rai)
- Amsterdam Science Park (Assp)
- Amsterdam Sloterdijk (Ass)
- Amsterdam Zuid (Asdz)
- Anna Paulowna (Ana)
- Apeldoorn (Apd)
- Apeldoorn De Maten (Apdm)
- Apeldoorn Osseveld (Apdo)
- Appingedam (Apg)
- Arkel (Akl)
- Arnemuiden (Arn)
- Arnhem Centraal (Ah)
- Arnhem Presikhaaf (Ahpr)
- Arnhem Velperpoort (Ahp)
- Arnhem Zuid (Ahz)
- Assen (Asn)

## B

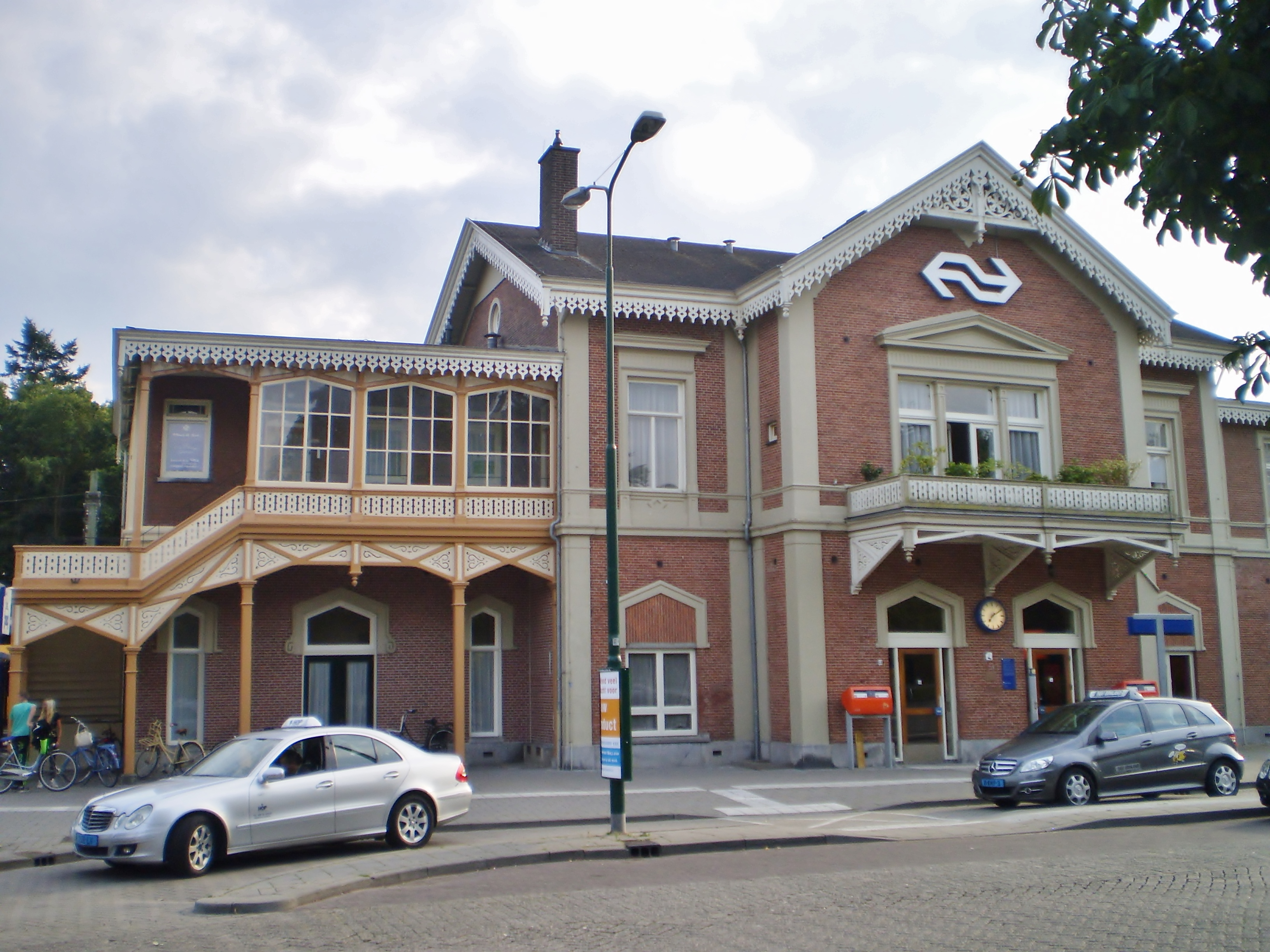
Bahnhof Baarn

- Baarn (Brn)
- Bad Nieuweschans (Nsch)
- Baflo (Bf)
- Barendrecht (Brd)
- Barneveld Centrum (Bnc)
- Barneveld Noord (Bnn)
- Barneveld Zuid (Bnz)
- Bedum (Bdm)
- Beek-Elsloo (Bk)
- Beesd (Bsd)
- Beilen (Bl)
- Bergen op Zoom (Bgn)
- Best (Bet)
- Beverwijk (Bv)
- Bilthoven (Bhv)
- Blerick (Br)
- Bloemendaal (Bll)
- Bodegraven (Bdg)
- Borne (Bn)
- Boskoop (Bsk)
- Boskoop Snijdelwijk (Bsks)
- Boven Hardinxveld (Bhdv)
- Bovenkarspel Flora (Bkf)
- Bovenkarspel-Grootebroek (Bkg)
- Boxmeer (Bmr)
- Boxtel (Btl)
- Breda (Bd)
- Breda-Prinsenbeek (Bdpb)
- Breukelen (Bkl)
- Brummen (Bmn)
- Buitenpost (Bp)
- Bunde (Bde)
- Bunnik (Bnk)
- Bussum Zuid (Bsmz)

## C

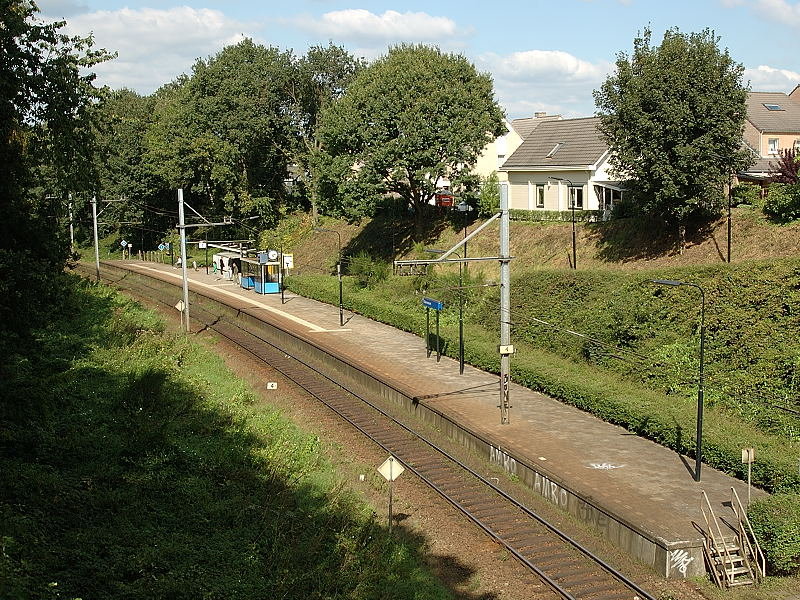
Bahnhof Chevremont

- Capelle Schollevaar (Cps)
- Castricum (Cas)
- Chevremont (Cvm)
- Coevorden (Co)
- Cuijk (Ck)
- Culemborg (Cl)

## D
- Daarlerveen (Da)
- Dalen (Dln)
- Dalfsen (Dl)
- Deinum (Die)
- Delden (Ddn)
- Delft (Dt)
- Delft Campus (Dtcp)
- Delfzijl (Dz)
- Delfzijl West (Dzw)
- Den Dolder (Dld)

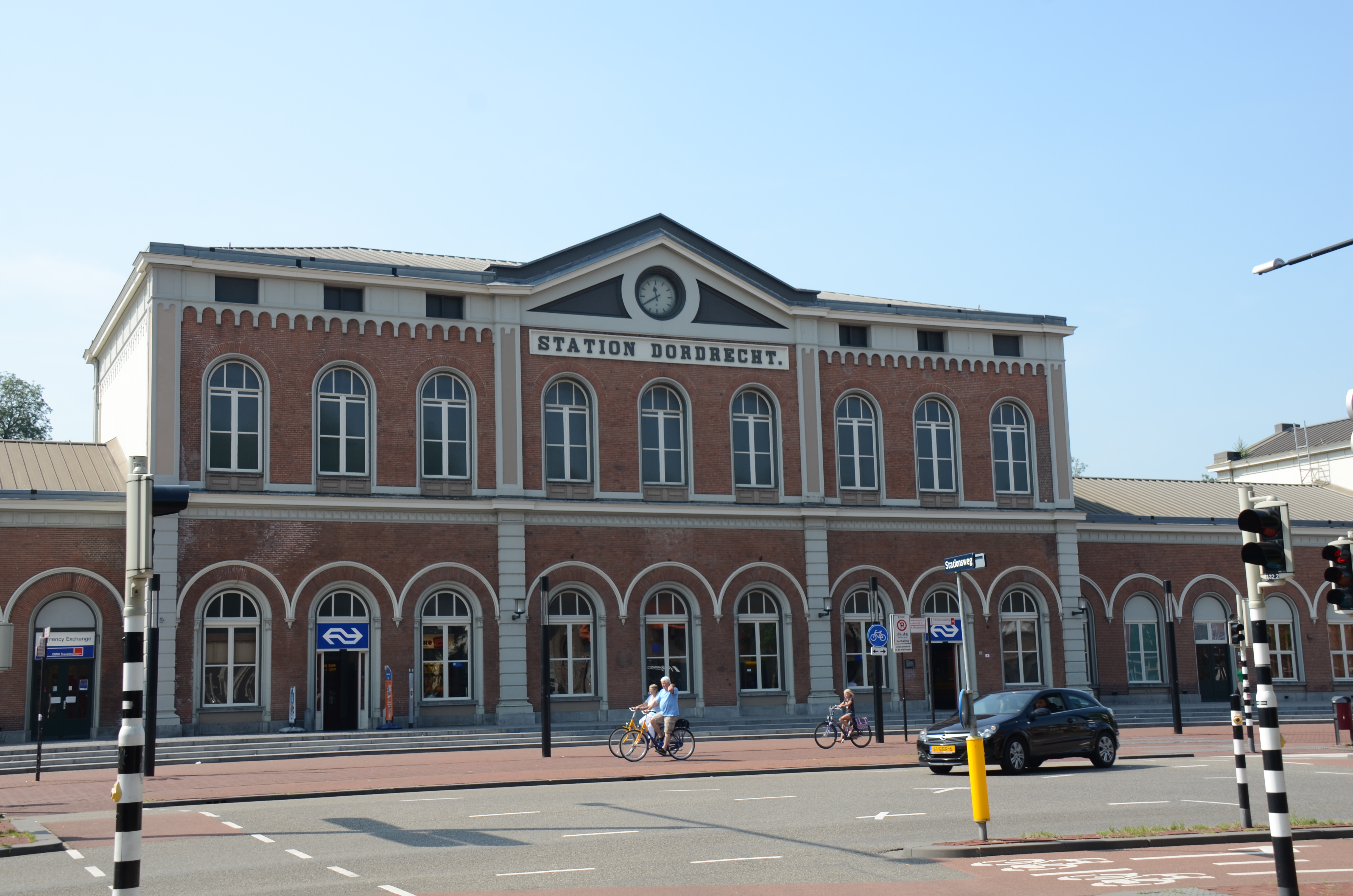
Bahnhof Dordrecht

- Den Haag Centraal (Gvc) – früher Staatsspoor, benannt nach einer ehemaligen Eisenbahngesellschaft
- Den Haag HS (Hollands Spoor) (Gv) – benannt nach der ehemaligen Eisenbahngesellschaft HIJSM
- Den Haag Laan van NOI (Laa)
- Den Haag Mariahoeve (Gvm)
- Den Haag Moerwijk (Gvmw)
- Den Haag Ypenburg (Ypb)
- Den Helder (Hdr)
- Den Helder Zuid (Hdrz)
- Deurne (Dn)
- Deventer (Dv)
- Deventer Colmschate (Dvc)
- De Vink (Dvnk)
- De Westereen (Dwe)
- Didam (Did)
- Diemen (Dmn)
- Diemen Zuid (Dmnz)
- Dieren (Dr)
- Doetinchem (Dtc)
- Doetinchem De Huet (Dtch)
- Dordrecht (Ddr)
- Dordrecht Stadspolders (Ddrs)
- Dordrecht Zuid (Ddrz)
- Driebergen-Zeist (Db)
- Driehuis (Drh)
- Dronryp (Drp)
- Dronten (Dron)
- Duiven (Dvn)
- Duivendrecht (Dvd)

## E
- Echt (Ec)
- Ede Centrum (Edc)
- Ede-Wageningen (Ed)
- Eemshaven (Eem)
- Eijsden (Edn)
- Eindhoven Centraal (Ehv)
- Eindhoven Strijp-S (Ehs)

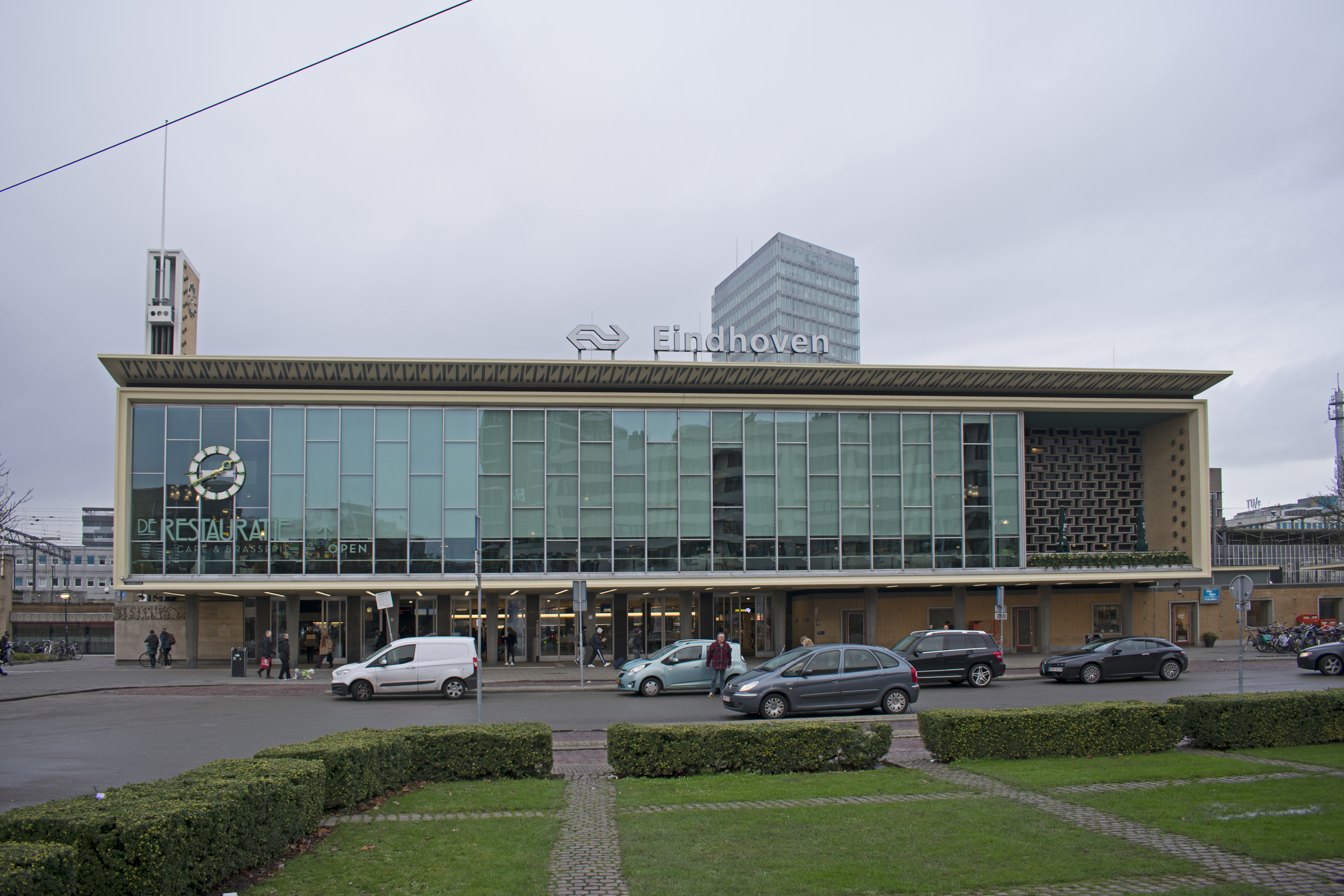
Bahnhof Eindhoven Centraal

- Eindhoven Stadion (nur bei Fußballspielen) (Ehst)
- Elst (Est)
- Emmen (Emn)
- Emmen Zuid (Emnz)
- Enkhuizen (Ekz)
- Enschede (Es)
- Enschede De Eschmarke (Ese)
- Enschede Kennispark (Esk)
- Ermelo (Eml)
- Etten-Leur (Etn)
- Eygelshoven (Egh)
- Eygelshoven Markt (Eghm)

## F

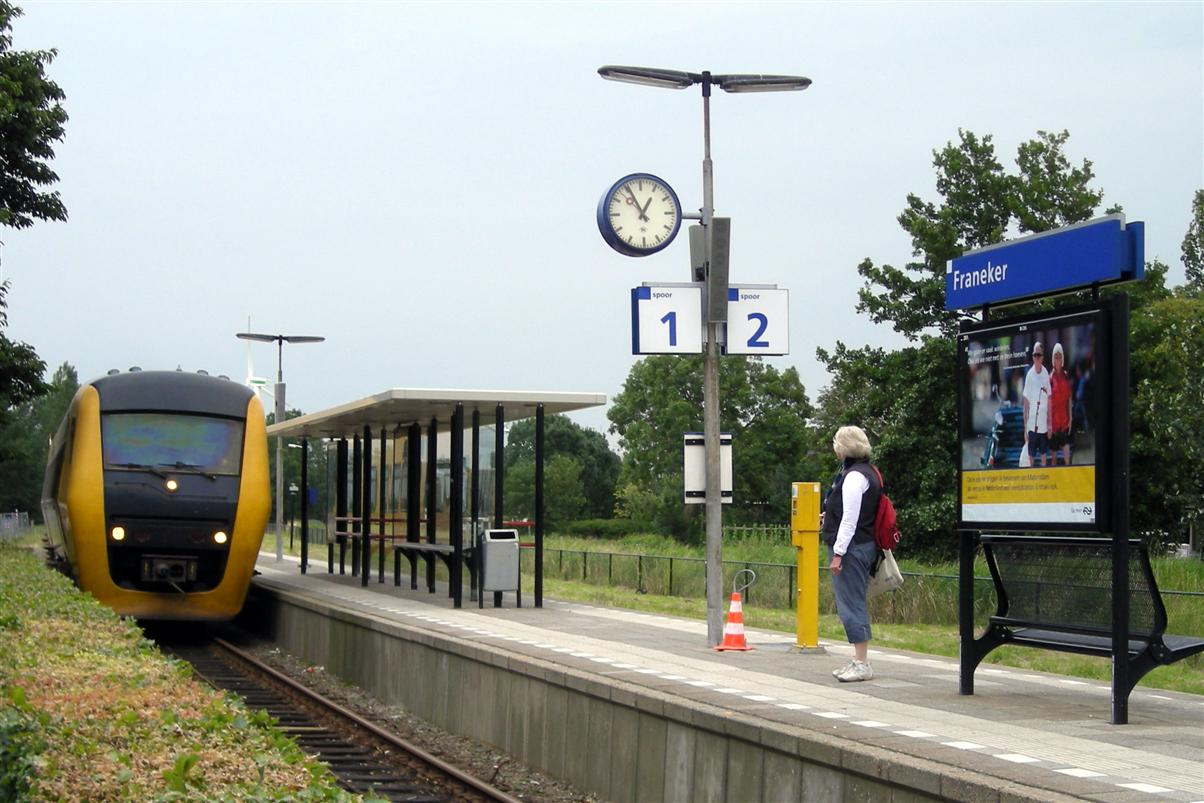
Bahnhof Franeker

- Feanwâlden (Fwd)
- Franeker (Fn)

## G

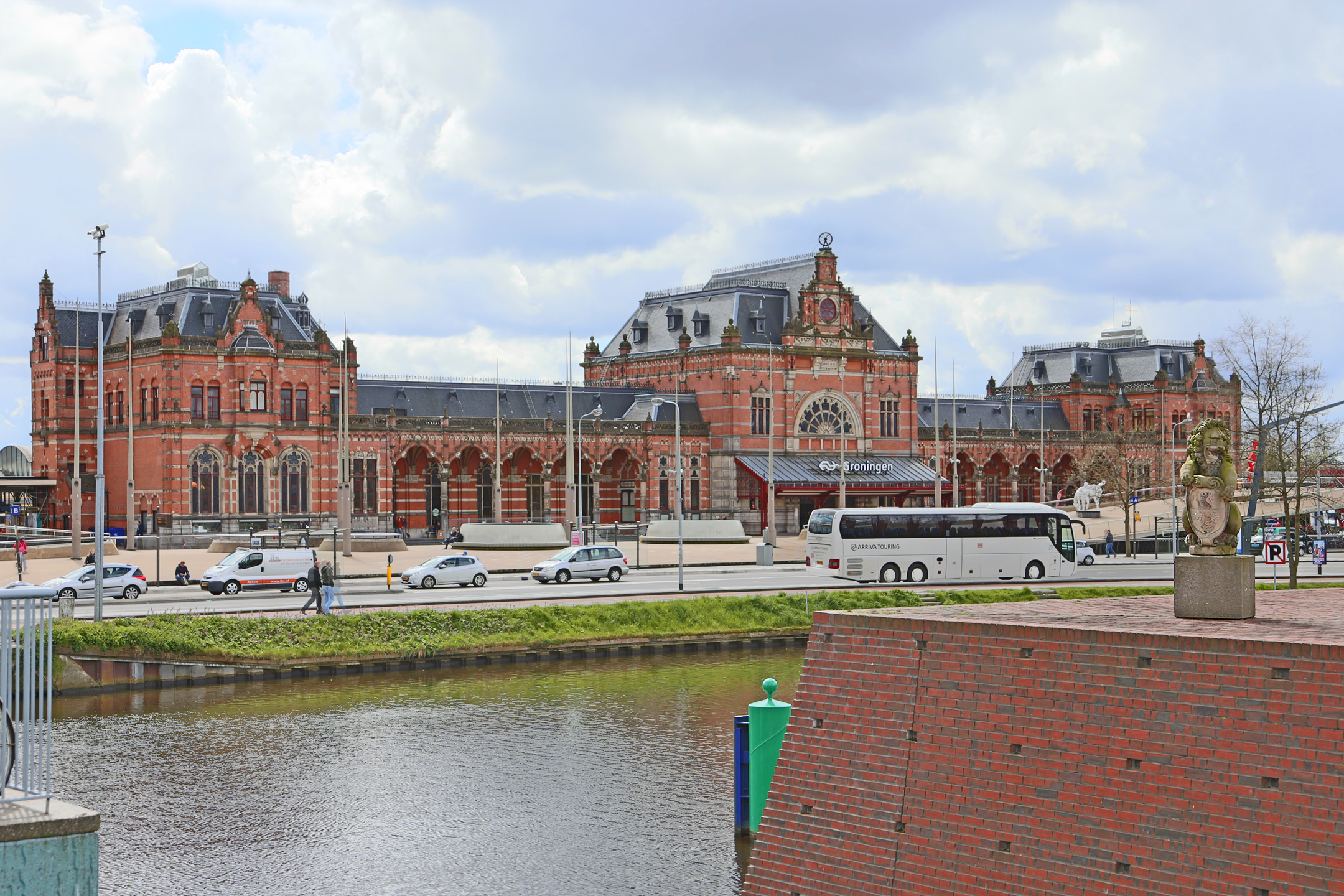
Bahnhof Groningen

- Gaanderen (Gdr)
- Geldermalsen (Gdm)
- Geldrop (Gp)
- Geleen-Lutterade (Lut)
- Geleen Oost (Gln)
- Gilze-Rijen (Gz)
- Glanerbrug (Gbr)
- Goes (Gs)
- Goor (Go)
- Gorinchem (Gr)
- Gouda (Gd)
- Gouda Goverwelle (Gdg)
- Gramsbergen (Gbg)
- Grijpskerk (Gk)
- Groningen (Gn)
- Groningen Europapark (Gerp)
- Groningen Noord (Gnn)
- Grou-Jirnsum (Gw)

## H
- Haarlem (Hlm)
- Haarlem Spaarnwoude (Hlms)
- Halfweg-Zwanenburg (Hwzb)
- ’t Harde (Hde)
- Hardenberg (Hdb)
- Harderwijk (Hd)
- Hardinxveld-Blauwe Zoom (Bzm)
- Hardinxveld-Giessendam (Gnd)
- Haren (Hrn)
- Harlingen (Hlg)
- Harlingen Haven (Hlgh)
- Heemskerk (Hk)
- Heemstede-Aerdenhout (Had)
- Heerenveen (Hr)

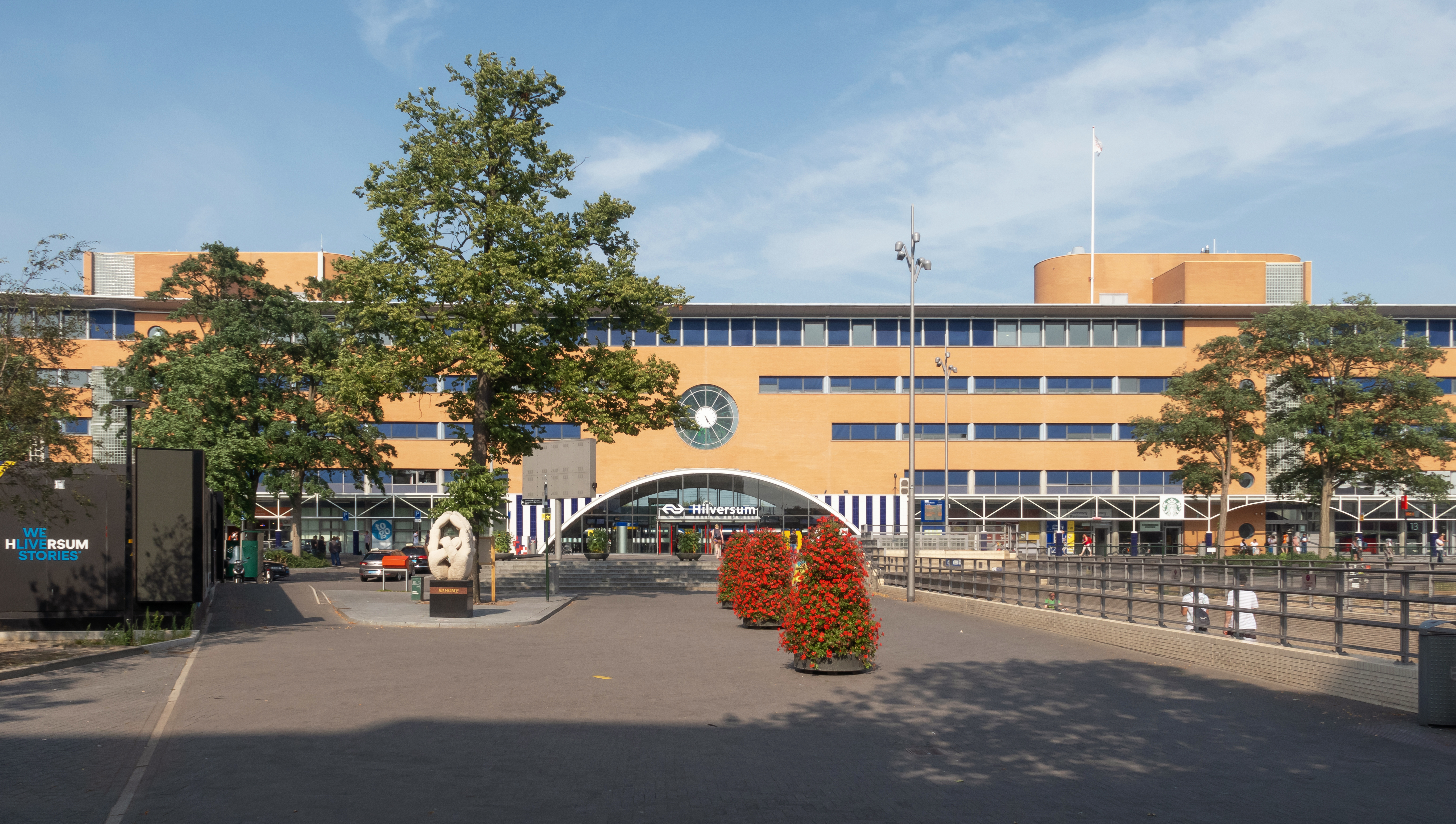
Bahnhof Hilversum

- Heerenveen IJsstadion (nur bei Eisschnelllauf-Wettkämpfen) (Hry)
- Heerhugowaard (Hwd)
- Heerlen (Hrl)
- Heerlen Woonboulevard (Hrlw)
- Heeze (Hze)
- Heiloo (Hlo)
- Heino (Hno)
- Helmond (Hm)
- Helmond Brandevoort (Hmbv)
- Helmond Brouwhuis (Hmbh)
- Helmond 't Hout (Hmh)
- Hemmen-Dodewaard (Hmn)
- Hengelo (Hgl)
- Hengelo Gezondheidspark (Hglg)
- Hengelo Oost (Hglo)
- ’s-Hertogenbosch (Ht)
- 's-Hertogenbosch Oost (Hto)
- Hillegom (Hil)
- Hilversum (Hvs)
- Hilversum Media Park (Hvsm)
- Hilversum Sportpark (Hvsp)
- Hindeloopen (Hnp)
- Hoensbroek (Hb)
- Hoevelaken (Hvl)
- Hollandsche Rading (Hor)
- Holten (Hon)
- Hoofddorp (Hfd)
- Hoogeveen (Hgv)
- Hoogezand-Sappemeer (Hgz)
- Hoogkarspel (Hks)
- Hoorn (Hn)
- Hoorn Kersenboogerd (Hnk)
- Horst-Sevenum (Hrt)
- Houten (Htn)
- Houten Castellum (Htnc)
- Houthem-Sint Gerlach (Sgl)
- Hurdegaryp (Hdg)

## K

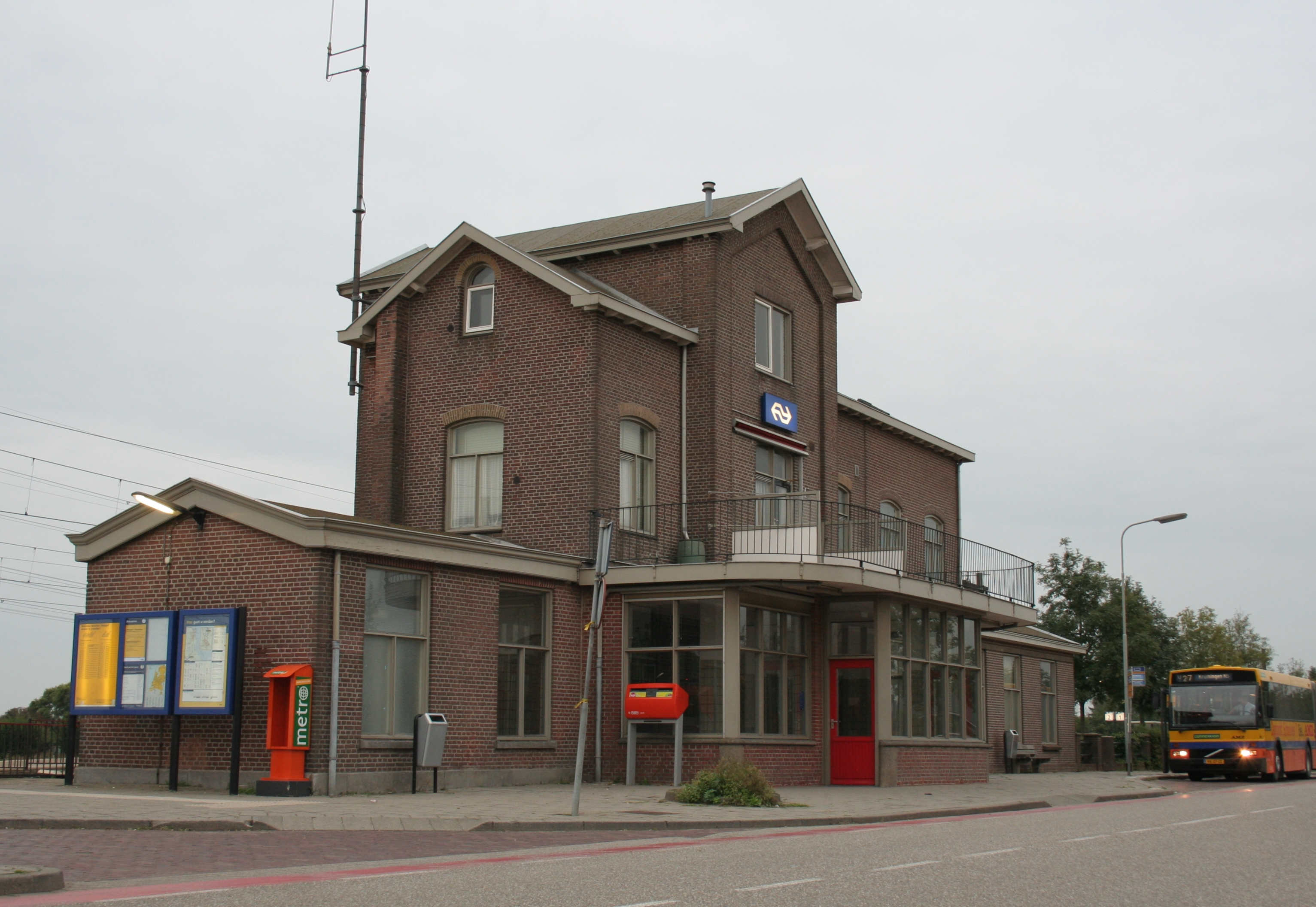
Bahnhof Kruiningen-Yerseke

- Kampen (Kpn)
- Kampen Zuid (Kpnz)
- Kapelle-Biezelinge (Bzl)
- Kerkrade Centrum (Krd)
- Kesteren (Ktr)
- Klarenbeek (Kbk)
- Klimmen-Ransdaal (Kmr)
- Koog aan de Zaan (Kz)
- Koudum-Molkwerum (Kmw)
- Krabbendijke (Kbd)
- Krommenie-Assendelft (Kma)
- Kropswolde (Kw)
- Kruiningen-Yerseke (Krg)

## L

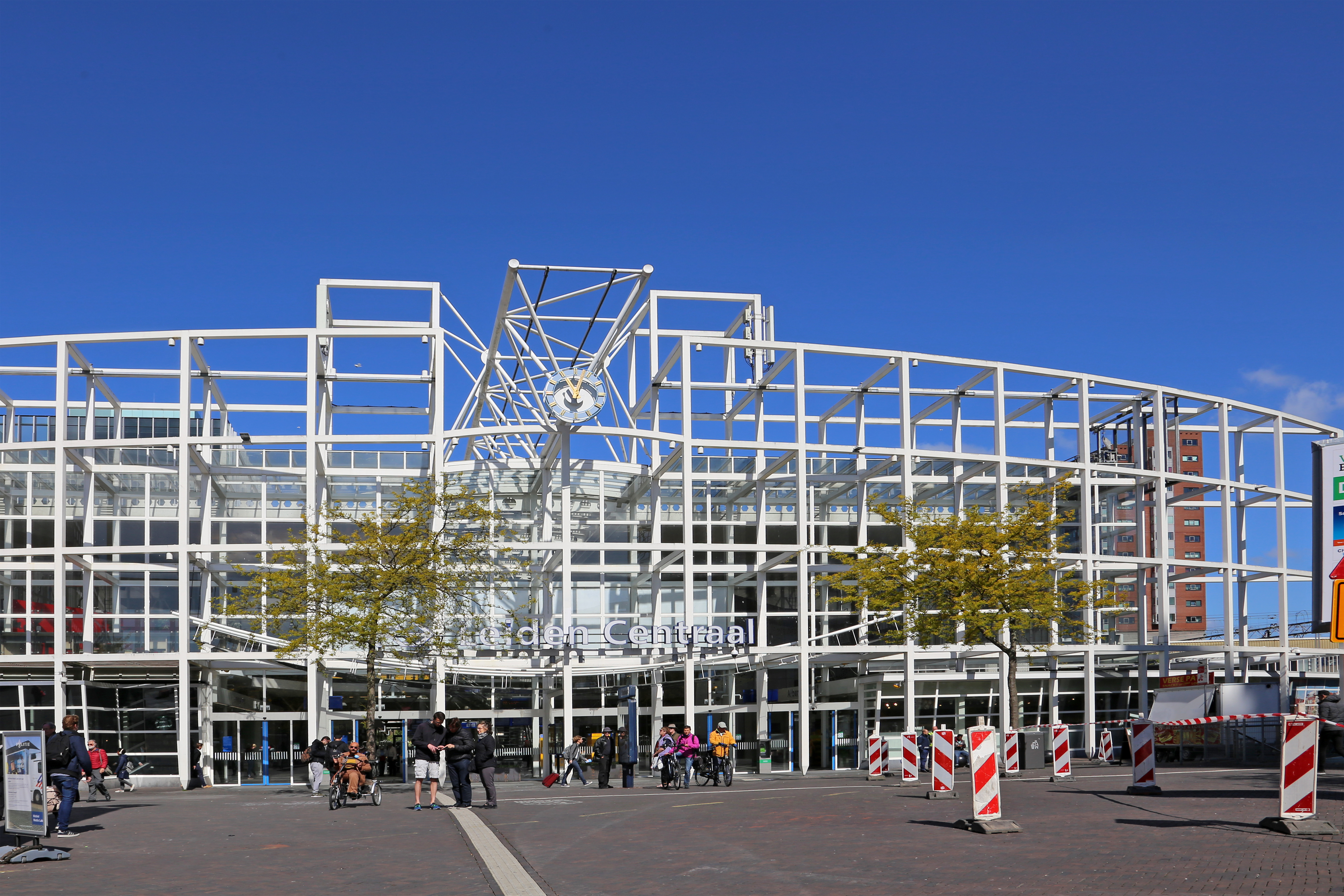
Bahnhof Leiden Centraal

- Lage Zwaluwe (Zlw)
- Landgraaf (Lg)
- Lansingerland-Zoetermeer (Llzm)
- Leerdam (Ldm)
- Leeuwarden (Lw)
- Leeuwarden Camminghaburen (Lwc)
- Leiden Centraal (Ledn)
- Leiden Lammenschans (Ldl)
- Lelystad Centrum (Lls)
- Lichtenvoorde-Groenlo (Ltv)
- Lochem (Lc)
- Loppersum (Lp)
- Lunteren (Ltn)

## M

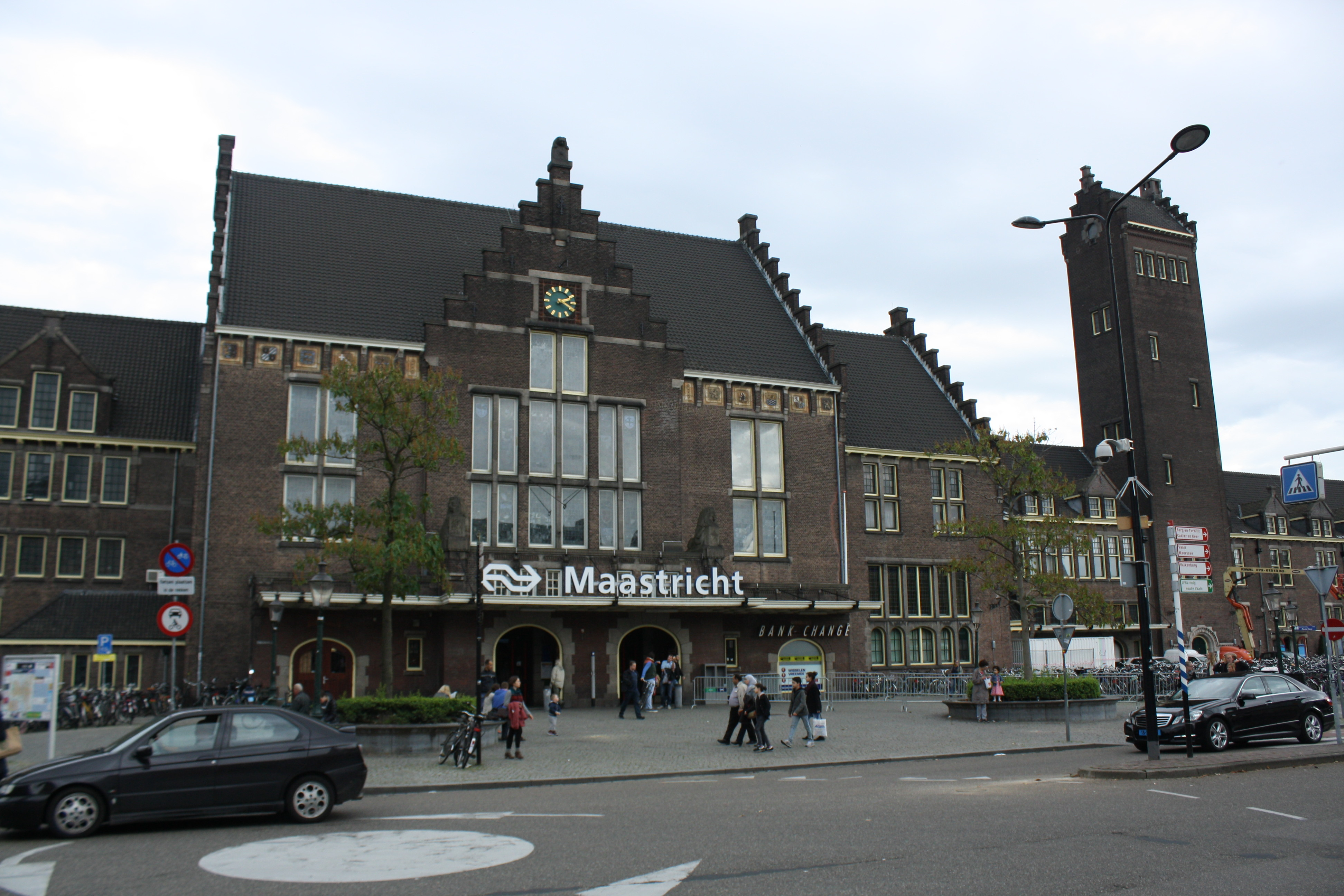
Bahnhof Maastricht

- Maarheze (Mz)
- Maarn (Mrn)
- Maarssen (Mas)
- Maastricht (Mt)
- Maastricht Noord (Mtn)
- Maastricht Randwyck (Mtr)
- Mantgum (Mg)
- Mariënberg (Mrb)
- Martenshoek (Mth)
- Meerssen (Mes)
- Meppel (Mp)
- Middelburg (Mdb)
- Mook-Molenhoek (Mmlh)

## N

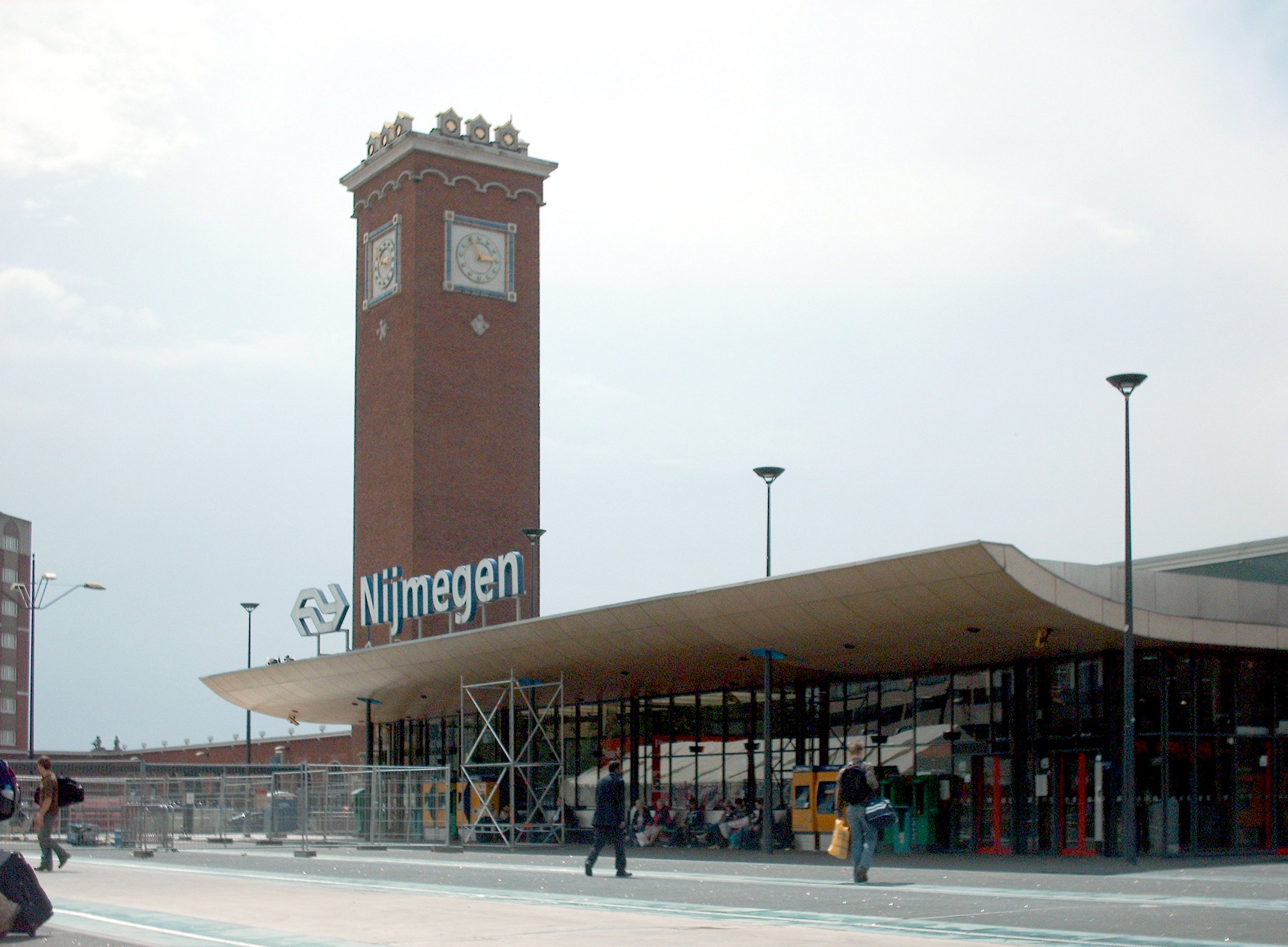
Bahnhof Nijmegen

- Naarden-Bussum (Ndb)
- Nieuw Amsterdam (Na)
- Nieuw Vennep (Nvp)
- Nieuwerkerk a/d IJssel (Nwk)
- Nijkerk (Nkk)
- Nijmegen (Nm)
- Nijmegen Dukenburg (Nmd)
- Nijmegen Goffert (Nmgo)
- Nijmegen Heyendaal (Nmh)
- Nijmegen Lent (Nml)
- Nijverdal (Nvd)
- Nunspeet (Ns)
- Nuth (Nh)

## O

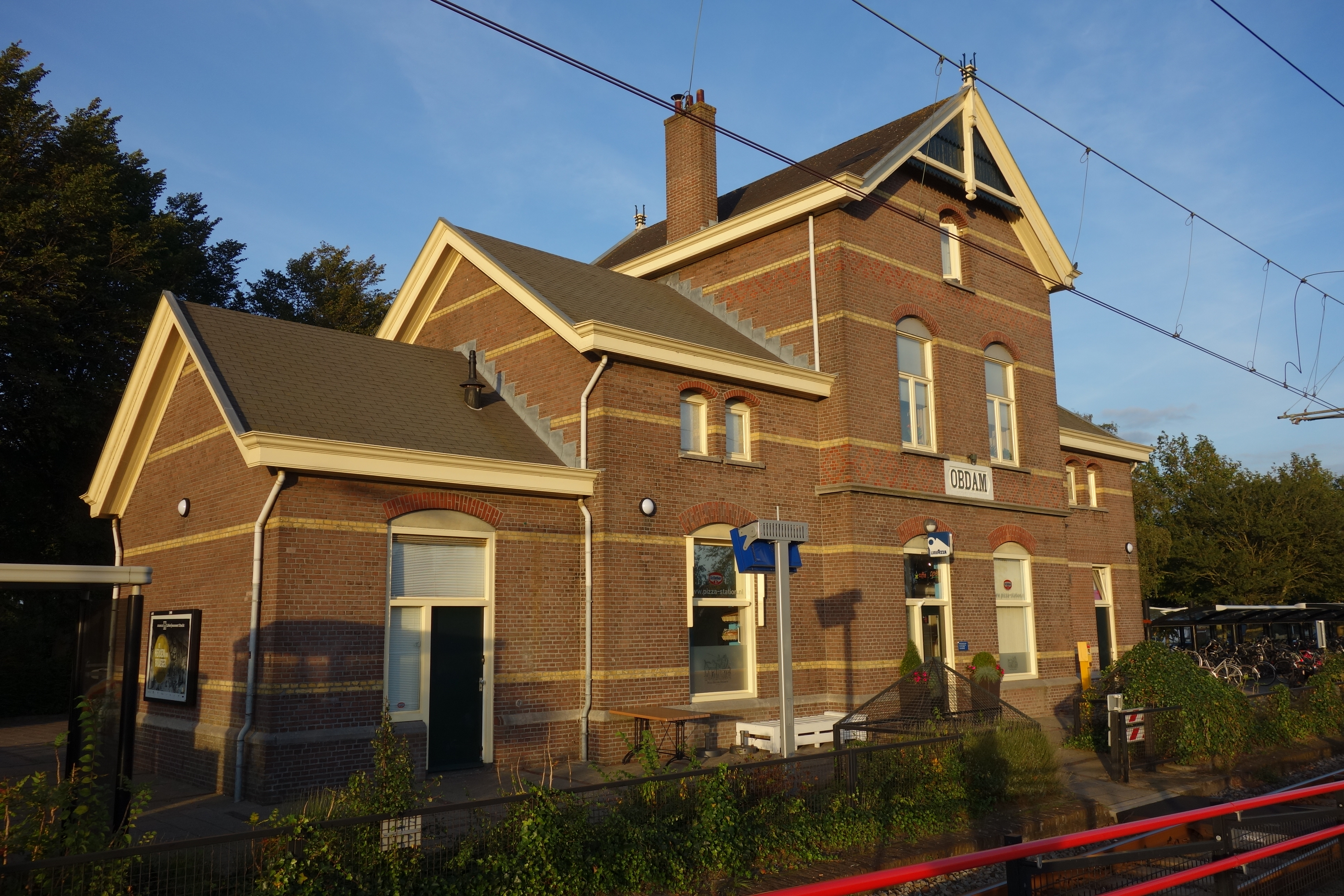
Bahnhof Obdam

- Obdam (Obd)
- Oisterwijk (Ot)
- Oldenzaal (Odz)
- Olst (Ost)
- Ommen (Omn)
- Oosterbeek (Otb)
- Opheusden (Op)
- Oss (O)
- Oss West (Ow)
- Oudenbosch (Odb)
- Overveen (Ovn)

## P

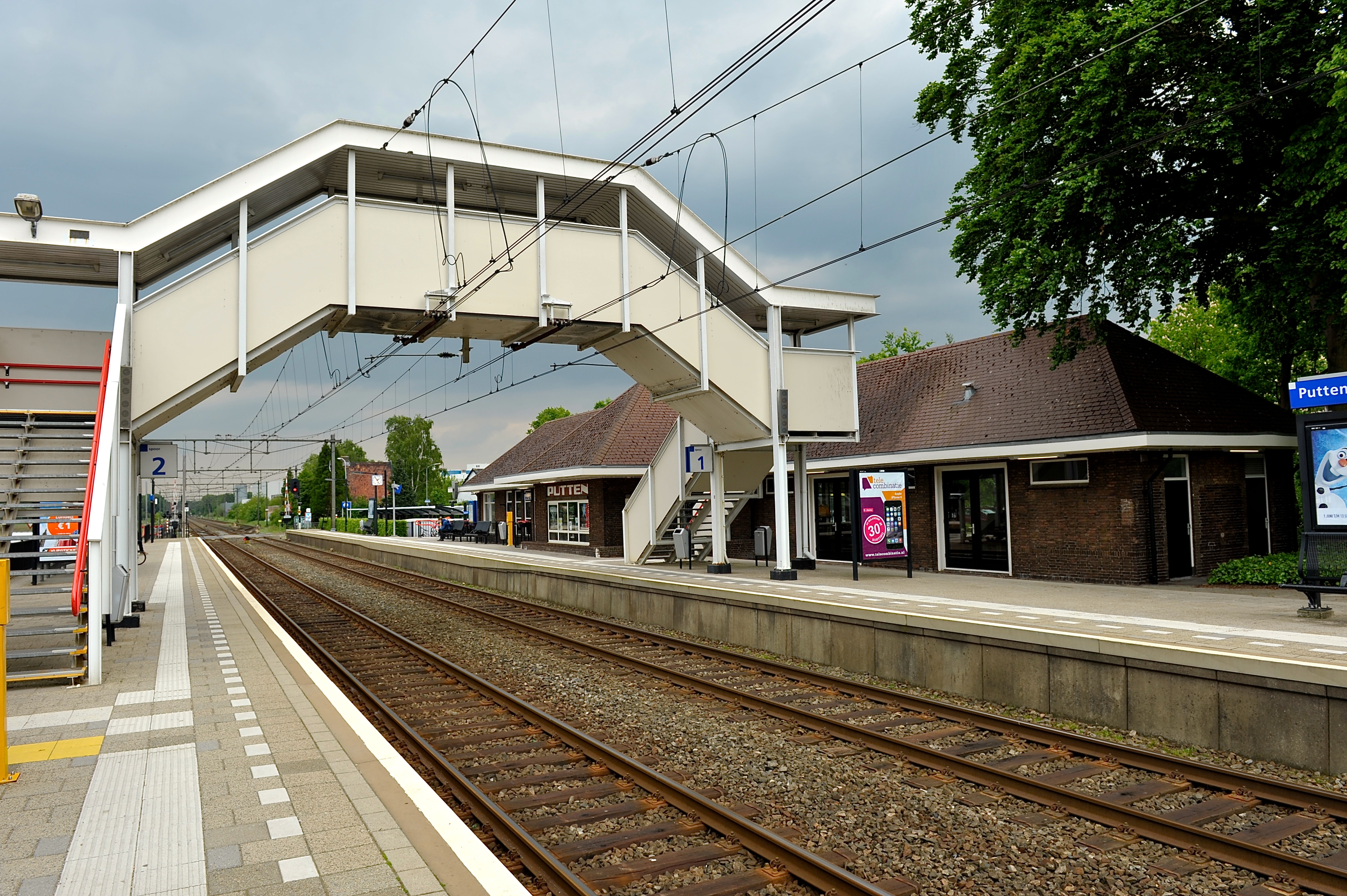
Bahnhof Putten

- Purmerend (Pmr)
- Purmerend Overwhere (Pmo)
- Purmerend Weidevenne (Pmw)
- Putten (Pt)

## R
- Raalte (Rat)
- Ravenstein (Rvs)
- Reuver (Rv)
- Rheden (Rh)
- Rhenen (Rhn)
- Rijssen (Rsn)
- Rijswijk (Rsw)
- Rilland-Bath (Rb)
- Roermond (Rm)
- Roodeschool (Rd)
- Roosendaal (Rsd)
- Rosmalen (Rs)
- Rotterdam Alexander (Rta)
- Rotterdam Blaak (Rtb)
- Rotterdam Centraal (Rtd)
- Rotterdam Lombardijen (Rlb)
- Rotterdam Noord (Rtn)

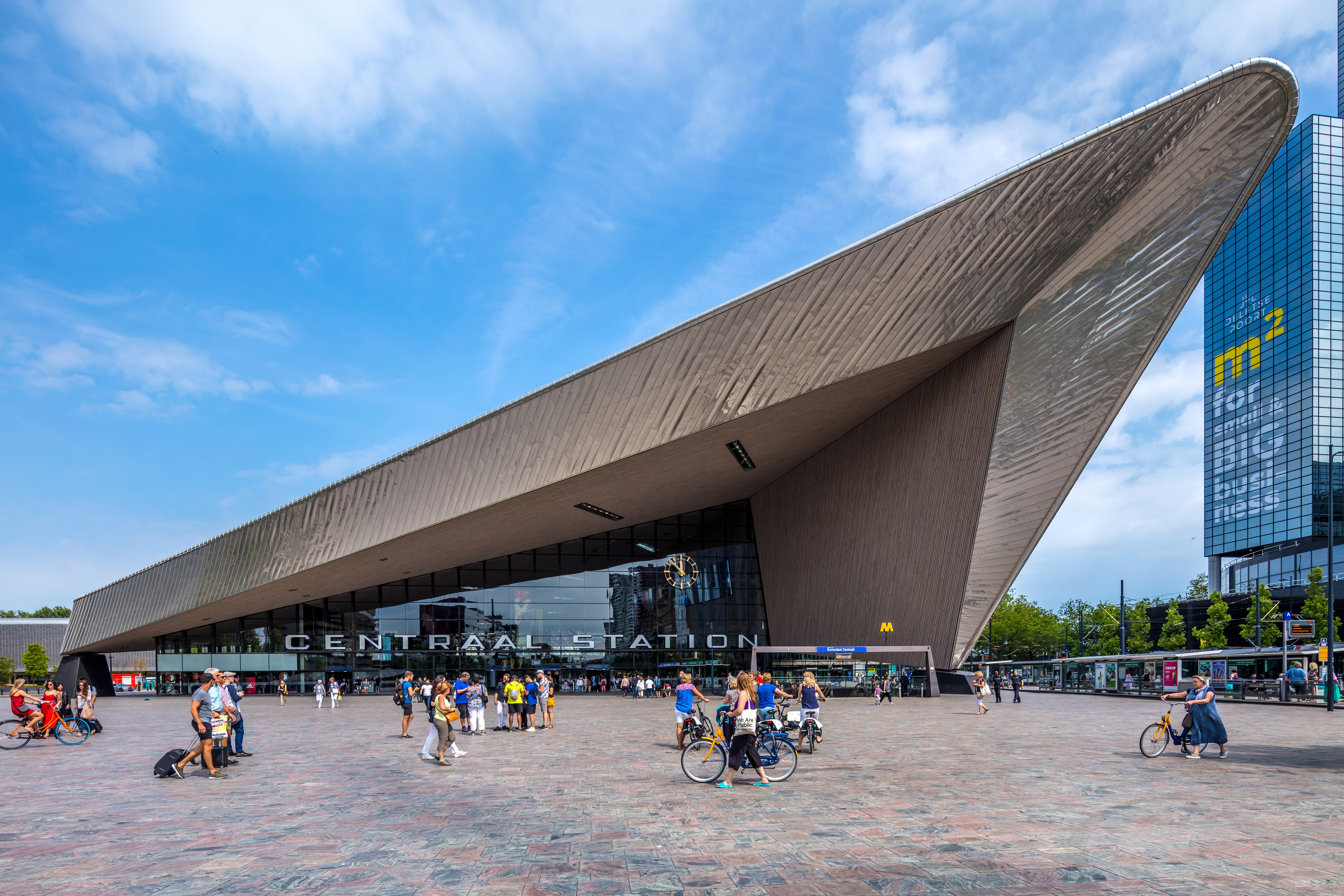
Neue Empfangsgebäude von Bahnhof Rotterdam Centraal

- Rotterdam Stadion (nur bei Fußballspielen) (Rtst)
- Rotterdam Zuid (Rtz)
- Ruurlo (Rl)

## S

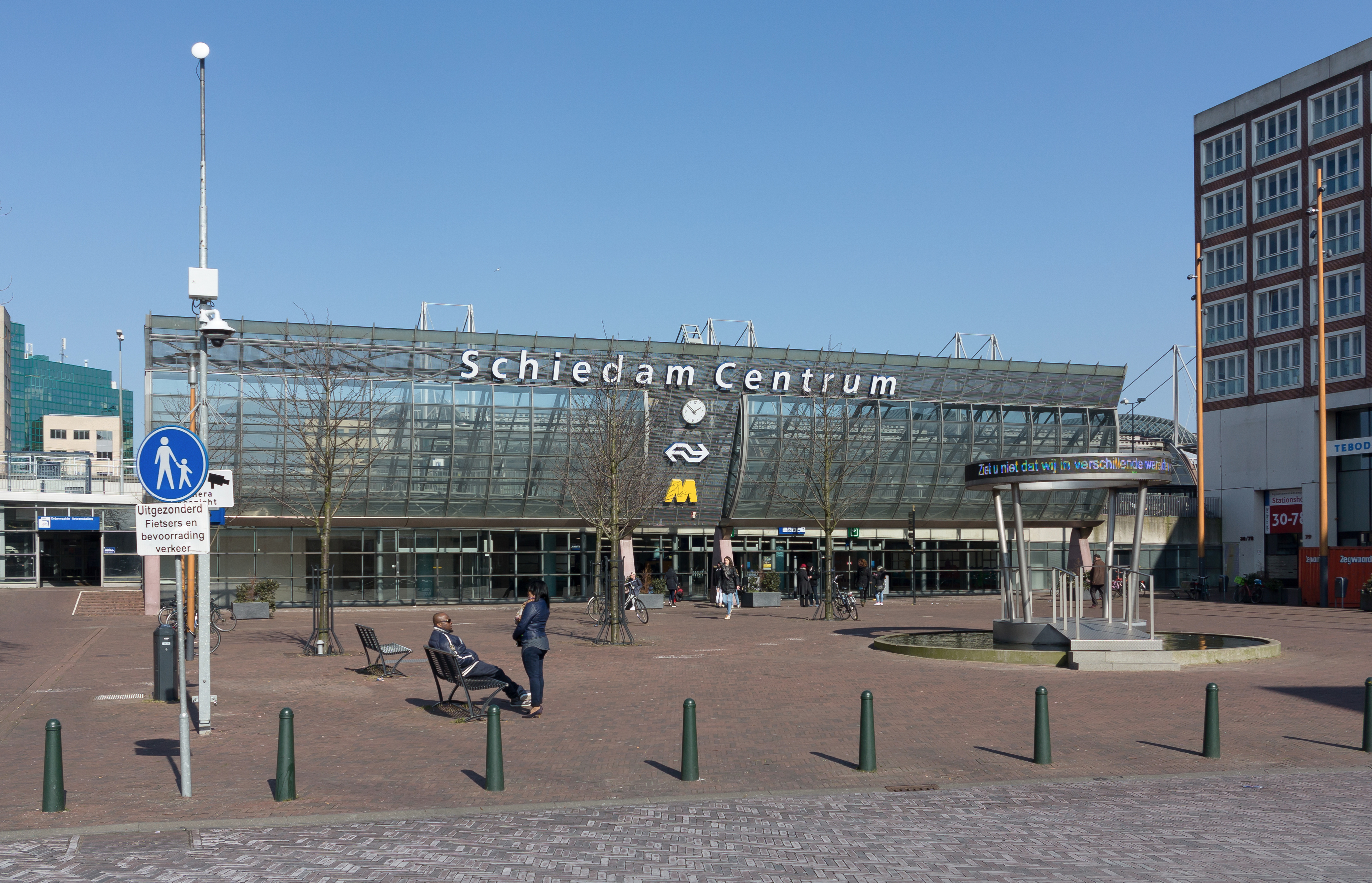
Bahnhof Schiedam Centrum

- Santpoort Noord (Sptn)
- Santpoort Zuid (Sptz)
- Sassenheim (Ssh)
- Sauwerd (Swd)
- Schagen (Sgn)
- Scheemda (Sda)
- Schiedam Centrum (Sdm)
- Schin op Geul (Sog)
- Schinnen (Sn)
- Schiphol Airport (Shl)
- Sittard (Std)
- Sliedrecht (Sdt)
- Sliedrecht Baanhoek (Sdtb)
- Sneek (Sk)
- Sneek Noord (Sknd)
- Soest (St)
- Soest Zuid (Stz)
- Soestdijk (Sd)
- Spaubeek (Sbk)
- Stavoren (Stv)
- Stedum (Stm)
- Steenwijk (Swk)
- Susteren (Srn)
- Swalmen (Sm)

## T

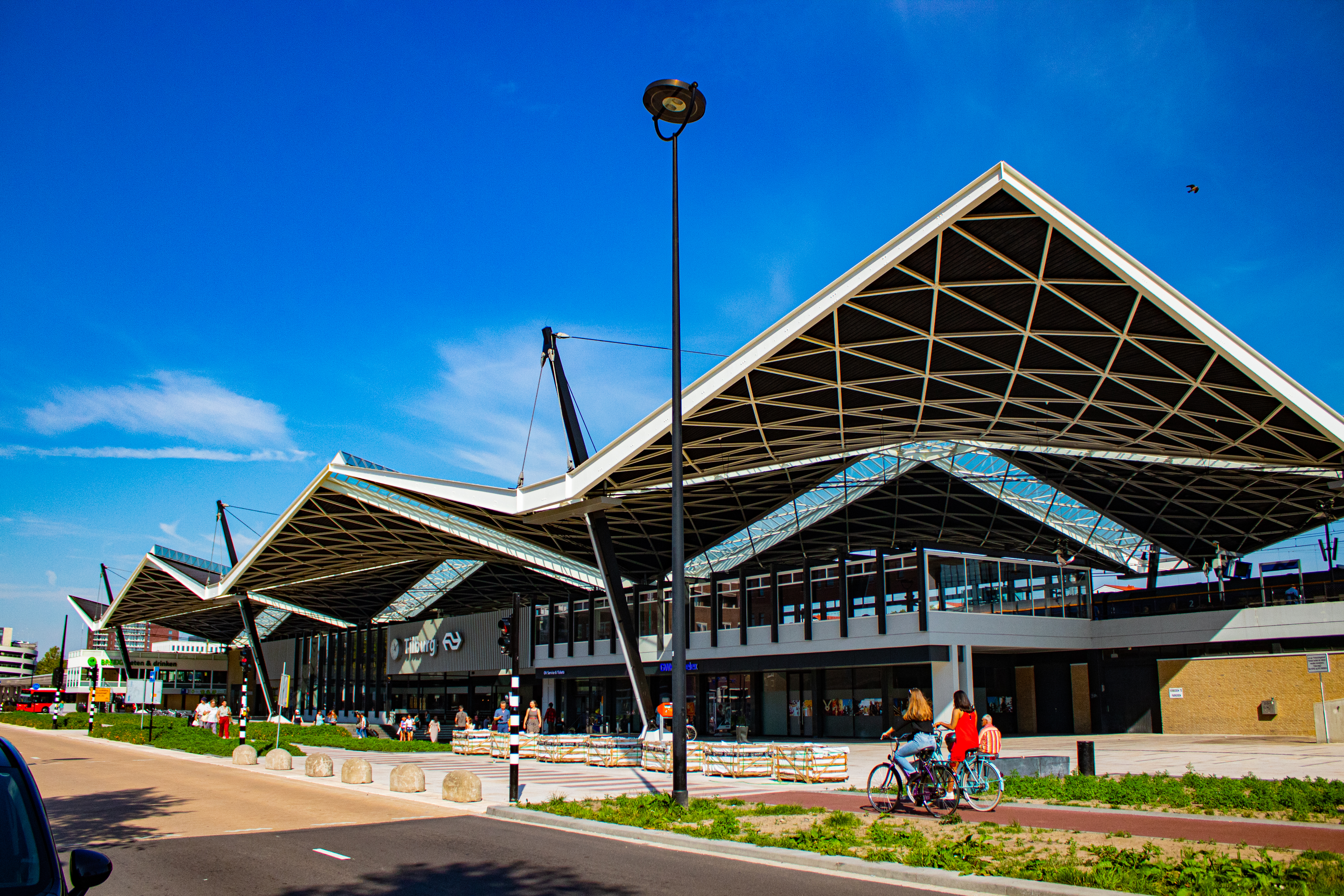
Bahnhof Tilburg

- Tegelen (Tg)
- Terborg (Tbg)
- Tiel (Tl)
- Tiel Passewaaij (Tpsw)
- Tilburg (Tb)
- Tilburg Reeshof (Tbr)
- Tilburg Universiteit (Tbu)
- Twello (Twl)

## U
- Uitgeest (Utg)
- Uithuizen (Uhz)
- Uithuizermeeden (Uhm)
- Usquert (Ust)
- Utrecht Centraal (Ut)
- Utrecht Leidsche Rijn (Utlr)
- Utrecht Lunetten (Utln)

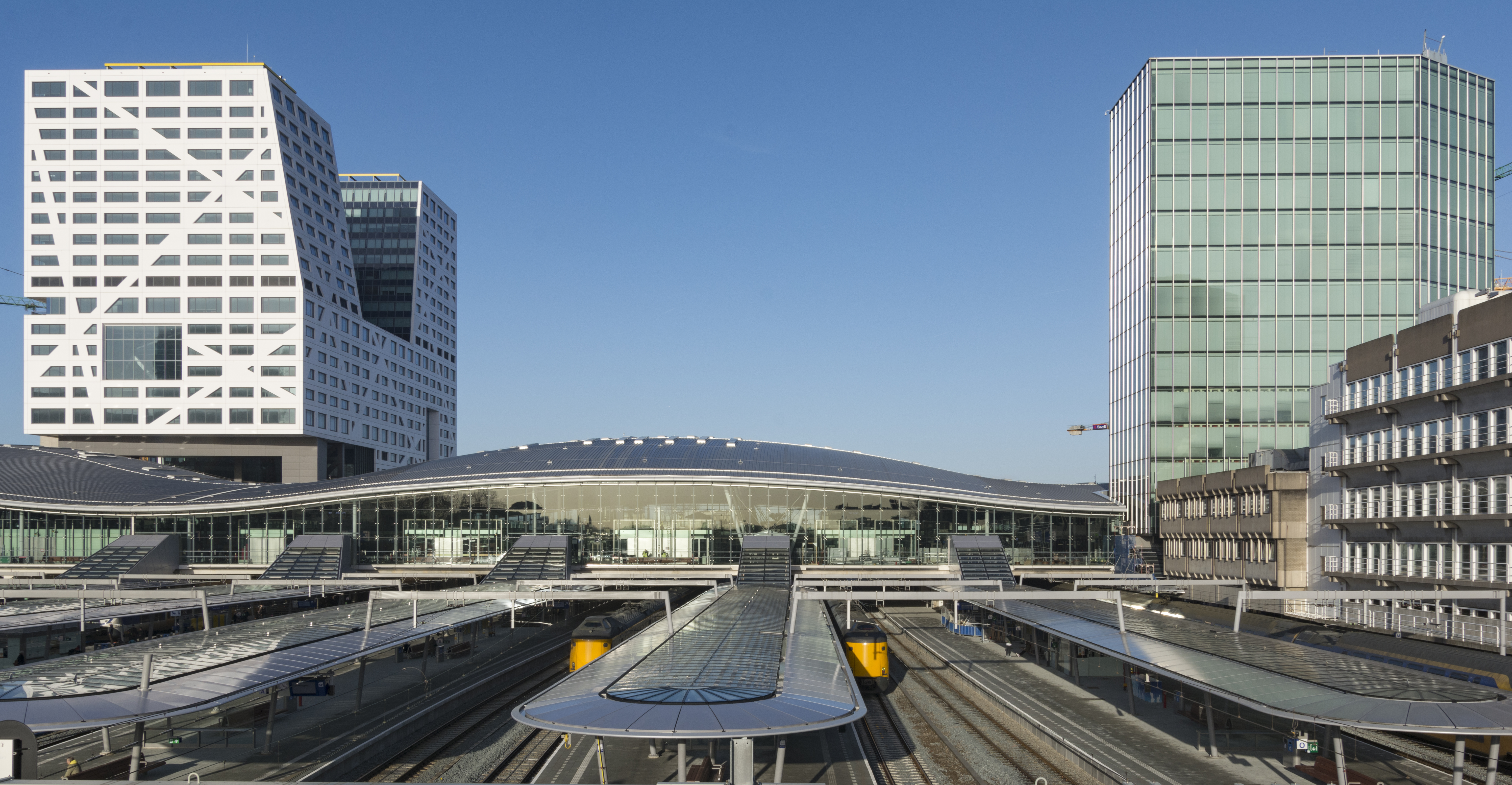
Bahnhof Utrecht Centraal

- Utrecht Maliebaan (Niederländisch Eisenbahnmuseum) (Utm)
- Utrecht Overvecht (Uto)
- Utrecht Terwijde (Utt)
- Utrecht Vaartsche Rijn (Utvr)
- Utrecht Zuilen (Utzl)

## V

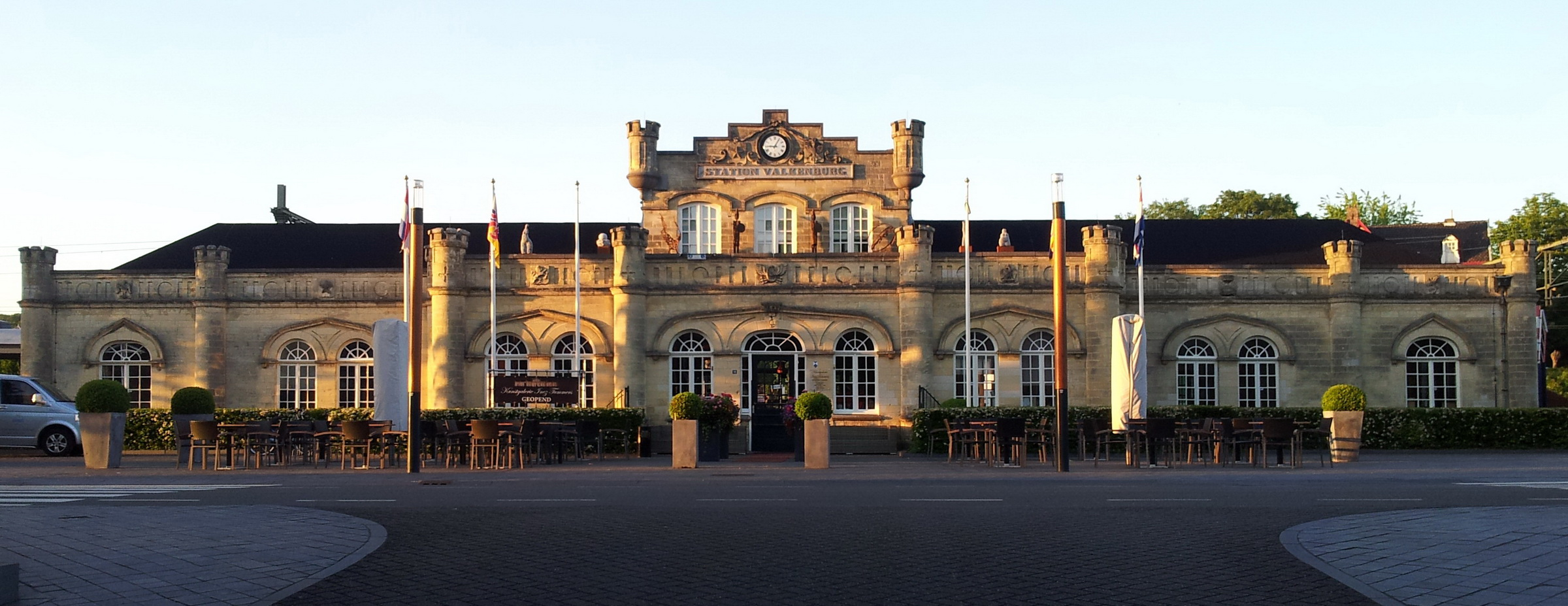
Bahnhof Valkenburg

- Valkenburg (Vk)
- Varsseveld (Vsv)
- Veendam (Vdm)
- Veenendaal Centrum (Vndc)
- Veenendaal-De Klomp (Klp)
- Veenendaal West (Vndw)
- Velp (Vp)
- Venlo (Vl)
- Venray (Vry)
- Vierlingsbeek (Vlb)
- Vleuten (Vtn)
- Vlissingen (Vs)
- Vlissingen Souburg (Vss)
- Voerendaal (Vdl)
- Voorburg (Vb)
- Voorhout (Vh)
- Voorschoten (Vst)
- Voorst-Empe (Vem)
- Vorden (Vd)
- Vriezenveen (Vz)
- Vroomshoop (Vhp)
- Vught (Vg)

## W

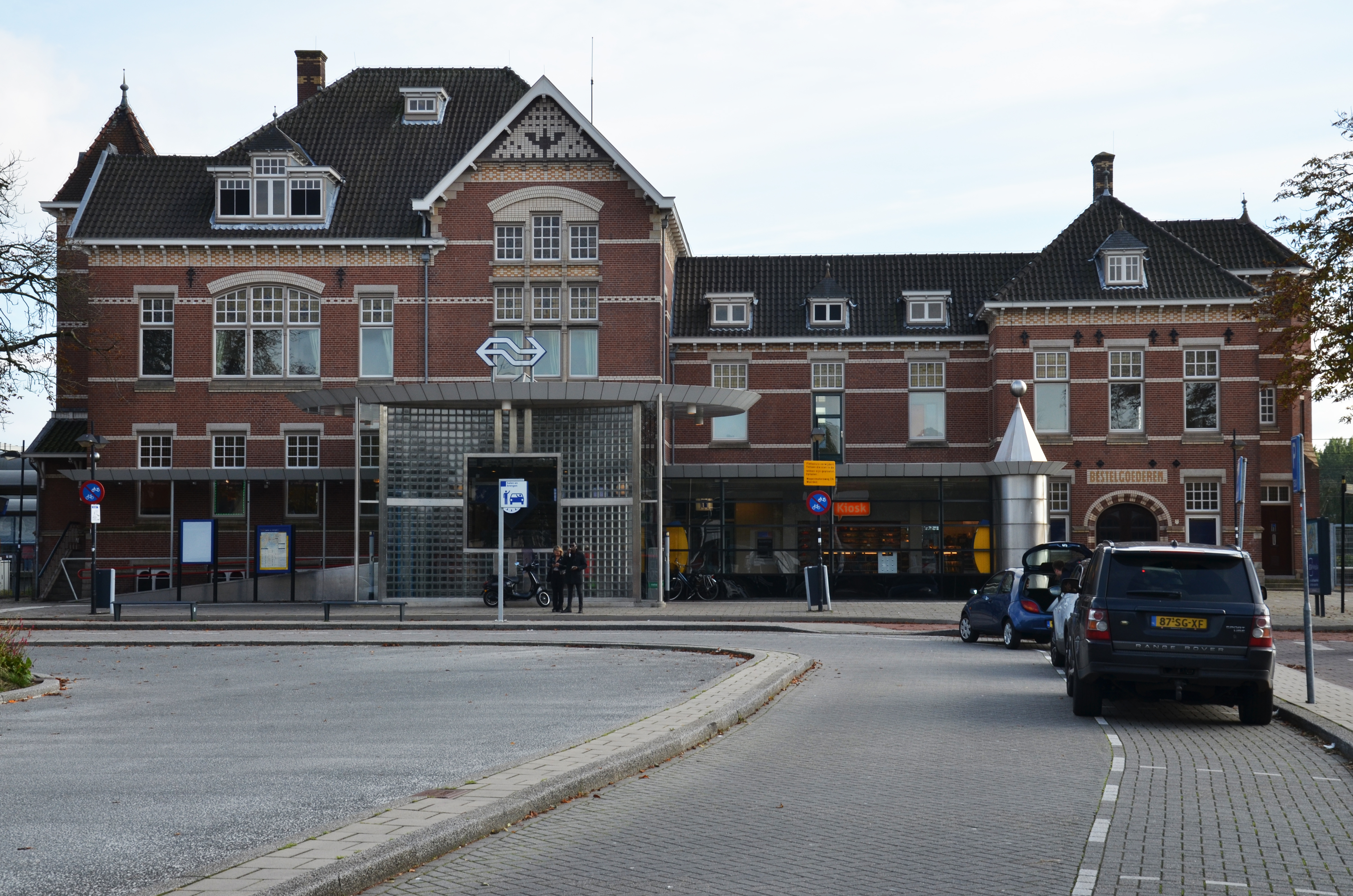
Bahnhof Woerden

- Waddinxveen (Wad)
- Waddinxveen Noord (Wadn)
- Waddinxveen Triangel (Wadt)
- Warffum (Wfm)
- Weert (Wt)
- Weesp (Wp)
- Wehl (Wl)
- Westervoort (Wtv)
- Wezep (Wz)
- Wierden (Wdn)
- Wijchen (Wc)
- Wijhe (Wh)
- Winschoten (Ws)
- Winsum (Wsm)
- Winterswijk (Ww)
- Winterswijk West (Www)
- Woerden (Wd)
- Wolfheze (Wf)
- Wolvega (Wv)
- Workum (Wk)
- Wormerveer (Wm)

## IJ

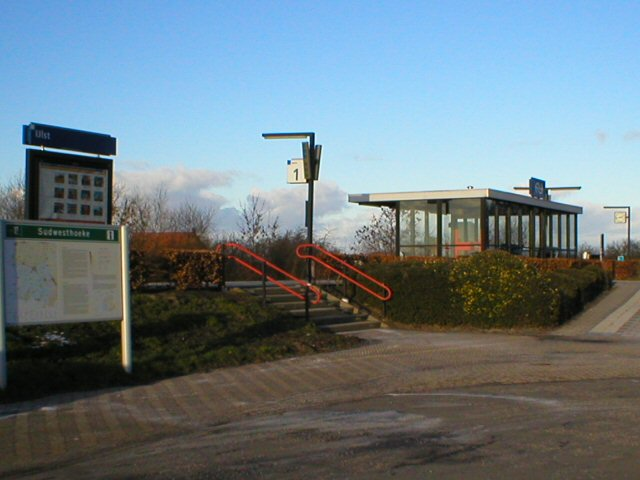
Bahnhof IJlst

- IJlst (IJt)

## Z

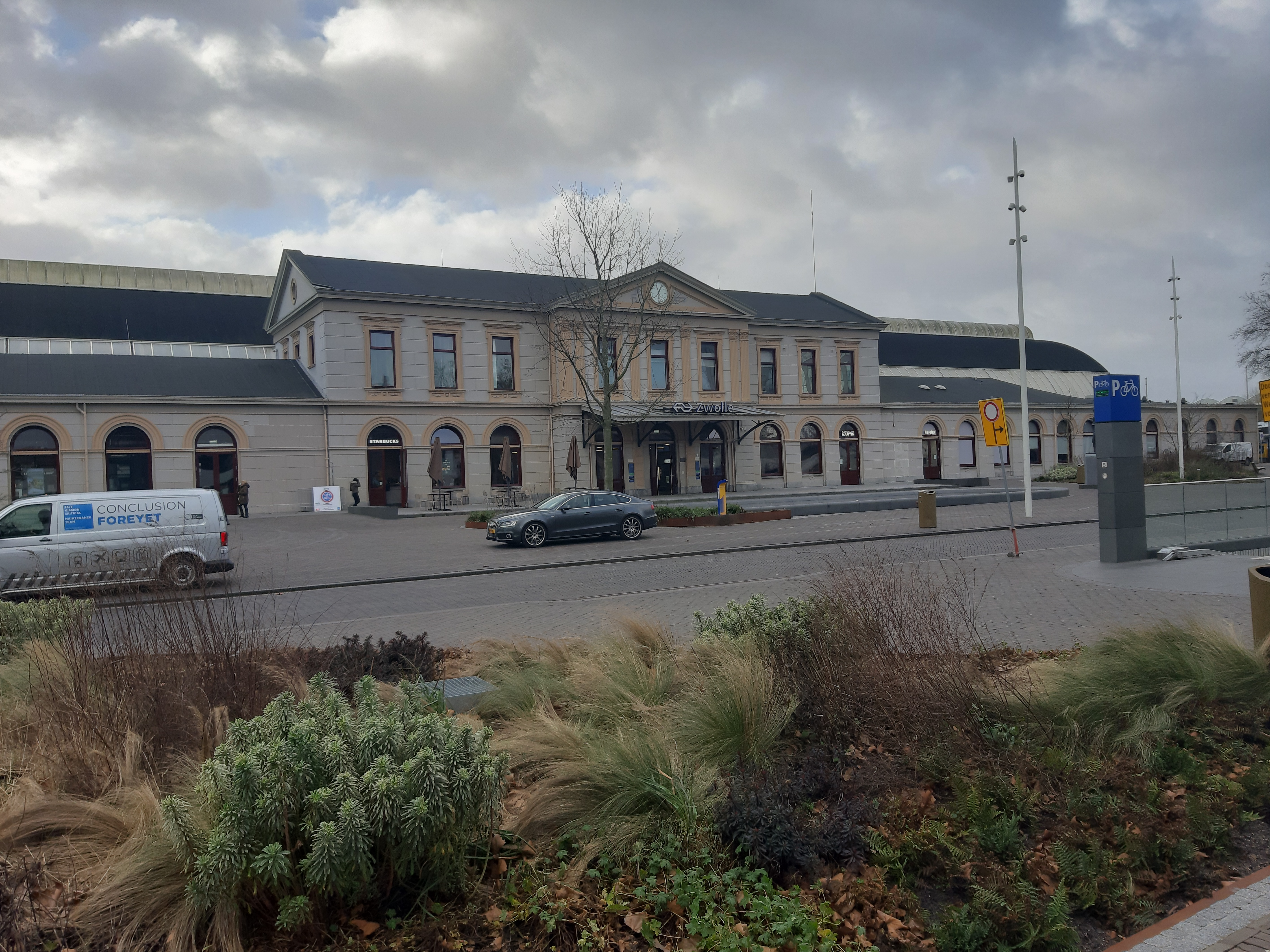
Bahnhof Zwolle

- Zaandam (Zd)
- Zaandam Kogerveld (Zdk)
- Zaandijk Zaanse Schans (Zzs)
- Zaltbommel (Zbm)
- Zandvoort aan Zee (Zvt)
- Zetten-Andelst (Za)
- Zevenaar (Zv)
- Zevenbergen (Zvb)
- Zoetermeer (Ztm)
- Zoetermeer Oost (Ztmo)
- Zuidbroek (Zb)
- Zuidhorn (Zh)
- Zutphen (Zp)
- Zwijndrecht (Zwd)
- Zwolle (Zl)
- Zwolle Stadshagen (Zlsh)